# Lovro von Matačić
Lovro von Matačić (ur. 14 lutego 1899 w Sušaku, zm. 4 stycznia 1985 w Zagrzebiu) – chorwacki dyrygent.

## Życiorys
Studiował w Konserwatorium Wiedeńskim u Ignaza Herbsta i Oskara Nedbala. Debiutował jako dyrygent w 1919 roku w operze w Kolonii. W kolejnych latach dyrygował w Lublanie (1924–1926), Belgradzie (1926–1932) i Zagrzebiu (1932–1938). Od 1938 do 1942 roku pełnił funkcję pierwszego dyrygenta opery oraz orkiestry filharmonicznej w Belgradzie. W latach 1942–1945 dyrygował w Volksoper w Wiedniu.
Od 1948 roku organizował festiwale muzyczne w Dubrowniku i Splicie. W latach 1956–1958 był generalnym dyrektorem muzycznym opery w Dreźnie oraz dyrygentem Staatsoper w Berlinie Wschodnim. Od 1961 do 1966 roku prowadził orkiestrę opery we Frankfurcie nad Menem. Dyrygował również orkiestrami filharmonicznymi w Monte Carlo (1973–1979) i Zagrzebiu (1970–1980).